# Ozero Kontjitskoje
Ozero Kontjitskoje (ryska: Озеро Кончицкое) är en sjö i Belarus.   Den ligger i voblasten Brests voblast, i den sydvästra delen av landet, 240 km sydväst om huvudstaden Minsk. Ozero Kontjitskoje ligger 129 meter över havet. Arean är 0,41 kvadratkilometer. Den sträcker sig 0,6 kilometer i nord-sydlig riktning, och 1,0 kilometer i öst-västlig riktning.
Omgivningarna runt Ozero Kontjitskoje är en mosaik av jordbruksmark och naturlig växtlighet. Runt Ozero Kontjitskoje är det ganska tätbefolkat, med 58 invånare per kvadratkilometer.